# Albert Lindegger

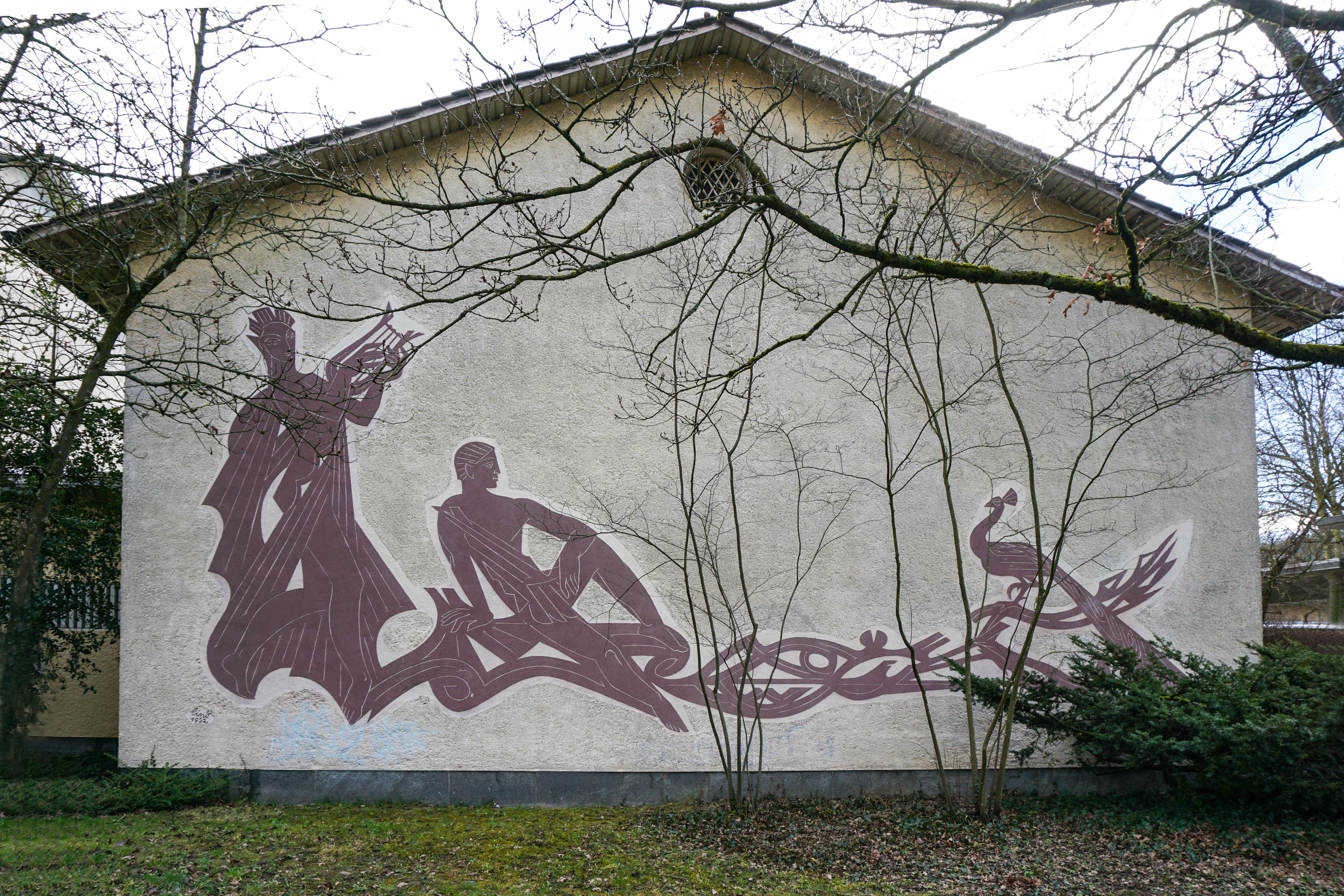
Wandbild Seminar Marzili Bern

Albert Lindegger (* 14. September 1904 in Bern; † 14. Oktober 1991 in Bellinzona, heimatberechtigt in Geuensee LU) – besser unter seinem Beinamen Lindi bekannt – war ein Schweizer Maler, Zeichner und Illustrator.

## Leben
Albert Lindegger wuchs in Bern auf und besuchte dort die Schulen bis zum Gymnasium. Seine Mitschüler gaben ihm den Übernamen Lindi, der später sein Pseudonym und schliesslich sein Familienname wurde. Früh zeigte sich sein zeichnerisches Talent, und er malte schon in der Schulzeit erste Landschaftsbilder und Porträts. Seine Ausbildungsjahre schloss er an der Kunstgewerbeschule Bern bei Theodor Volmar und Phillip Ritter ab. Der Beschluss, Maler zu werden, festigte sich nach ersten Publikationen von Karikaturen und 1925 nach der Teilnahme an der Weihnachtsausstellung in der Kunsthalle Bern.
Im Jahr 1926 zog er nach Paris und studierte an der Académie Julian bei André Lhote und Roger Bissière. In Paris freundete er sich mit Kurt Seligmann, Varlin und Alberto Giacometti an. 1927 war Lindegger bereits im Salon d’automne vertreten, und er begann seine Arbeiten mit Lindi zu signieren. Während dieser Zeit in Frankreich verkehrte er auch mit Tonio Ciolina, Max von Mühlenen und Hans Seiler an. Im Jahre 1931 gründete er mit diesen Künstlern die avantgardistische Schweizer Künstlergruppe «Der Schritt weiter». Seine politischen und gesellschaftlichen Karikaturen fanden Aufnahme in französische und schweizerische Zeitschriften. Karikaturen waren bis an sein Lebensende ein wichtiger Teil seines Schaffens. Ausgedehnte Reisen in den dreissiger Jahren durch Europa, nach Nordafrika und in den Balkan endeten abrupt mit dem Ausbruch des Zweiten Weltkriegs. Zurück in Bern, wurde Lindi zu einem angriffigen Kritiker von Nationalismus und Faschismus, zum Front-Zeichner der Weltaktualitäten, bei internationalen Konferenzen und Olympischen Spielen akkreditiert. Hotelzimmer und Foyers waren seine Ateliers.
1960 heiratete Lindi Marianne Murkowsky. Ab 1965 lebte die Familie mit den Söhnen Marc Albert und René in Agarone im Tessin. Dort entstand ein reiches Alterswerk. Bis 1990 erschien regelmässig samstags eine aktuelle Karikatur auf der Titelseite der Tageszeitung Der Bund.
Albert Lindegger starb mit siebenundachtzig Jahren am 14. Oktober 1991 im Ospedale San Giovanni in Bellinzona.

## Werk
In jungen Jahren versuchte sich Lindi in fast allen damaligen Stilrichtungen. Die witzigen Zeichnungen und die ernsthafte Malerei in der Nachfolge von Impressionismus und Kubismus hatten anfangs nichts gemein. Dann fand Lindi in der sich zur zeitkritischen Karikatur entwickelnden Zeichnung zum eigenständigen Stil. In der Malerei fand die entsprechende Stilfindung später durch den Einfluss der Gruppe Der Schritt weiter statt. Er umschrieb seine damalige Malerei als «losgelassene Geometrie». Von der Abstraktion wechselte er zurück zur Gegenständlichkeit mit ironisch-erzählerischem Inhalt. Trotz des vordergründig scheinenden Bildwitzes war Lindi vor allem um die formale Umsetzung bemüht.

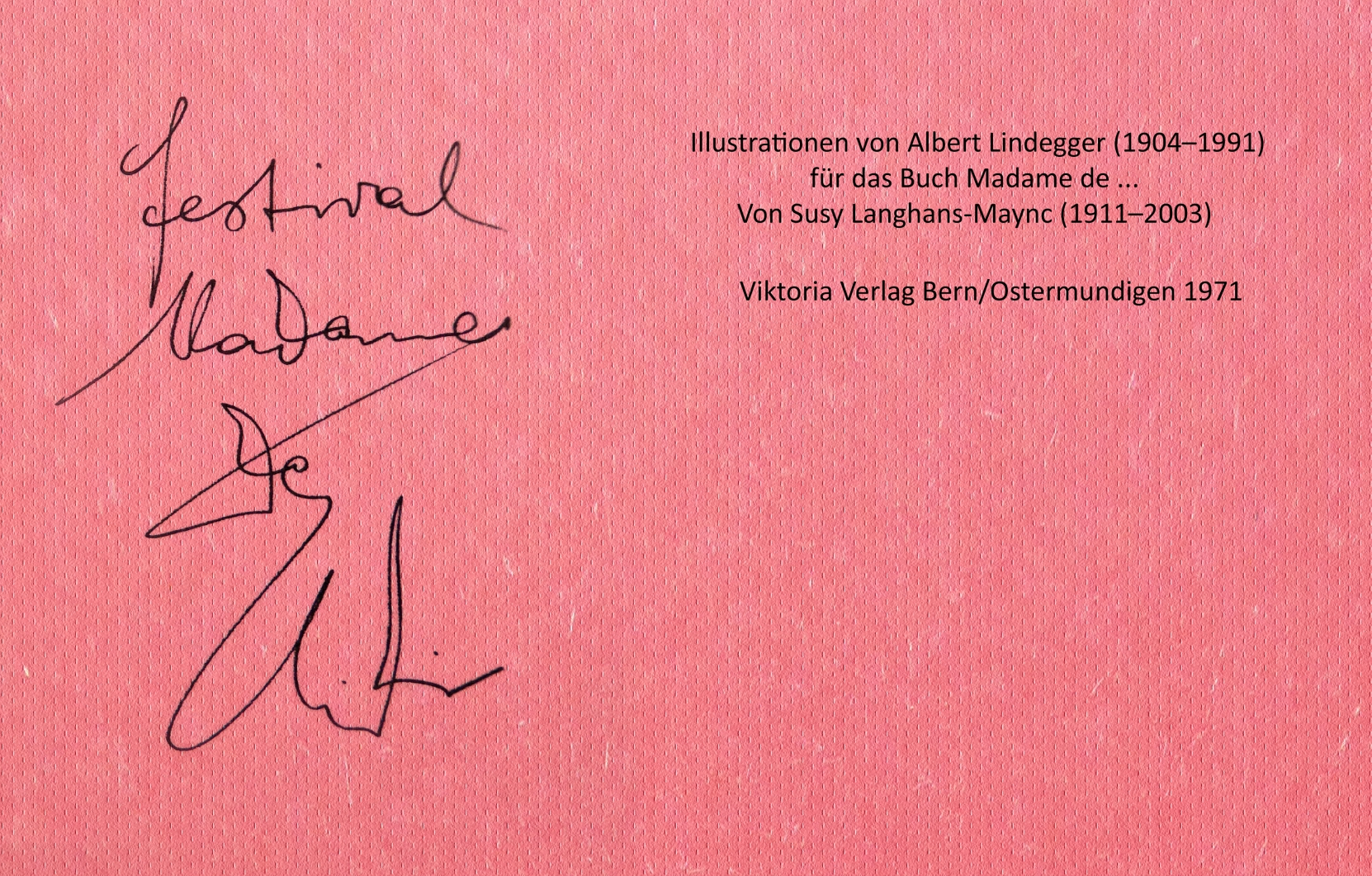
Madame de ... 1971

Als Zeichner wirkte er bei der Büchergilde Gutenberg ab 1942 bei der Illustration von Büchern der Weltliteratur mit. Lindi wohnte zeitweise in einer Liegenschaft der stadtbekannten Madame de Meuron beim Berner Münster. Im Büchlein «Madame de…» von Susy Langhans-Maync, das dank seiner Illustrationen die "Gnade" der Aristokratin fand, ist ihre Hochachtung vor der Fähigkeit des Künstlers «hinder d’Façade z’luege» (hinter die Fassade zu schauen) beschrieben.
Um 1962 erfüllte Lindi Aufträge zur künstlerischen Gestaltung von öffentlichen Bauten und sogar Thunersee-Schiffen. Seine Sgraffiti an Aussenwänden werden in neuerer Zeit bei der wärmetechnischen Sanierung der Gebäude besonders beachtet und geschützt.
Lindi betätigte sich auch als Filmautor und in den fünfziger Jahren als Schöpfer von Skulpturen und Keramik. Später erweiterte er seinen Schaffensbereich mit Glas und Schmuck.

## Ausstellungen
- 1925 Weihnachtsausstellung, Kunsthalle Bern
- 1927 Salon d’automne, Paris
- 1934 mit Gruppe «Der Schritt weiter», Kunsthalle Bern
- 1937 Salon des dessinateurs de Journaux, Paris
- 1972 Retrospektive in der Kunsthalle Bern
- 1982 Ausstellung im Kunsthaus Aarau: «Die Methamorphosen des Herrn Lindi»

## Karikaturen
- 1935 bis 1938 Karikaturen für die Berner Tagwacht
- 1947 bis 1956 Karikaturen für die National-Zeitung
- 1955 bis 1990 Karikaturen auf der Titelseite Der Bund
- 1942 Illustration von Werken der Weltliteratur für die Büchergilde Gutenberg, Zürich, beginnend mit «Nana» von Emil Zola

## Wandmalereien
- 1952 Lehrerinnenseminar Marzili, Bern
- 1952 Kaufmännische Berufsschule, Langenthal
- 1954 Haushaltungslehrerinnen-Seminar, Bern-Melchenbühl
- 1959 Krematorium, Bremgarten-Friedhof, Bern
- 1959 Polizeidirektion des Kantons Bern, Bern
- 1960 Bezirksspital, Langenthal
- 1964 Haus des Sports, Bern
- 1966 Centro scolastico Gerra Piano, Cugnasco-Gerra Piano
- 1979 Kaserne Chamblon, Yverdon
- 1984 Stadthaus, Grenchen

## Schriften (Auswahl)
- Karikaturen-Politik. Zytglogge-Verlag, Bern 1936.
- Max Grütter (Hrsg.): Gereimte Politik, 1945-1955. Zeichnungen von Lindi. Verlag «Der Bund», Bern 1956.
- Susy Langhans-Maync: Madame de…, Zeichnungen von Lindi. Viktoria, Ostermundigen 1971; 11. Aufl. 1984, ISBN 3-85958-007-8.
- Lindi. (Ausstellung.) Kunsthalle Bern, 24.VI.-30.VII.1972. Katalog. 1972.
- Circus Lindi. Aritaku World Editor 1975(?).
- Lindi. Galleria Matasci, Tenero 1979.
- Heiny Widmer, Josef Mäder (Texte): Die Metamorphosen des Herrn Lindi. Aargauer Kunsthaus, Aarau 1982.
- mit Versen von Max Grütter: Lindi. Die siebziger Jahre. Karikaturen aus dem «Bund» 1971 bis 1980. Verlag «Der Bund», Bern 1983.
- Anna Schafroth (Hrsg.): Der andere Lindi: 1904-1991. Albert Lindegger neu gesehen. Schloss Spiez, 10. Juni bis 24. September 2006; Hotel Bellevue Palace Bern, 18. August bis 24. September 2006. Bern 2006.